# Isidoro Zorzano
Isidoro Zorzano Ledesma (Buenos Aires, 13 de septiembre de 1902 - Madrid, 15 de julio de 1943) fue un ingeniero industrial hispano argentino, uno de los primeros fieles del Opus Dei. Ha sido proclamado venerable por la Iglesia católica.

## Biografía

### Primeros años y formación académica
Nació en Buenos Aires. Sus padres, comerciantes del ramo de la mercería, habían emigrado a Argentina procedentes de Ortigosa, un pueblo situado en la Sierra de Cameros, en La Rioja (España). El 1 de mayo de 1905 regresó toda la familia -Antonio y Teresa, con sus hijos: Fernando (6 años), Salus (4), Isidoro (3) y Paco (a punto de cumplir un año)-. Se instalaron en la calle General Vara del Rey, en Logroño. En 1906 nació su hermana, María Teresa (Chichina).
En el curso 1910-1911 Isidoro estudió en el colegio de los Maristas. El 4 de febrero de 1912 falleció su padre de paquimeningitis a los 41 años. Realizó los estudios de bachillerato en el Instituto General y Técnico entre 1912 y 1918. En el curso 1915-16, cuando se encontraba en cuarto curso, conoció a un nuevo compañero de clase: Josemaría Escrivá.
Tras acabar el bachillerato, decidió estudiar ingeniería industrial, para lo cual preparó el ingreso en la Escuela de Ingenieros entre 1918 y 1921. El 8 de octubre de 1922 falleció su abuela Salustiana e Isidoro permaneció en Logroño para ayudar a su madre. En 1919 se trasladó a Madrid a donde también viajó su hermano Fernando, que falleció en enero de 1920 de fiebres tifoideas.
En 1922 consiguió entrar en la Escuela de Ingenieros donde obtendrá el título de ingeniero industrial en 1927.

### Actividad profesional en Andalucía
Su primer destino laboral fue en Matagorda, (Cádiz) donde la Naval poseía una factoría que suministraba material a la Compañía de los Ferrocarriles Madrid-Zaragoza-Alicante. Isidoro trabajó allí casi seis semanas. El 14 de diciembre se trasladó a Málaga, donde trabajó en los Ferrocarriles Andaluces. En agosto de 1930 se encontró con Josemaría Escrivá en Madrid, que le habla del Opus Dei. Isidoro solicitó su ingreso en el Opus Dei ese mismo día, 24 de agosto, antes de proseguir su viaje a Logroño. El 5 de septiembre, concluidas esas cortas vacaciones, regresó a Málaga. Allí no estuvo a gusto en el trabajo por la falta de proyectos y la mala relación con su jefe inmediato. Isidoro promovió la Federación malagueña de Estudiantes católicos, que llegó a contar con más de doscientos socios.
Con la llegada de la Segunda República, se produjeron en Málaga diversos incendios y saqueos en iglesias y conventos. En 1933 fue tesorero de la Junta de Acción Católica en Málaga. 
El 28 de agosto de 1933 llegó a Roma, donde acudió a ganar el jubileo. Gracias a unos sacerdotes catalanes, que le invitaron a unirse a su grupo, fue recibido por Pío XI. De regreso a Málaga, continuó trabajando en los Ferrocarriles hasta junio de 1936.

### Madrid
El 7 de junio de 1936, llegó a Madrid para estar con su madre y su hermana Chichina que vivían en la calle Serrano, y ayudar a Josemaría Escrivá en la Academia DYA, primera obra corporativa del Opus Dei situada en la calle Ferraz n.º 50. El 13 de julio se mudaron a la calle Ferraz n.º 16 y pocos días después estalló la Guerra Civil. Todos los residentes de la Academia DYA se dispersaron. En Málaga, se buscaba a Isidoro para matarlo por ser conocido como católico. En Madrid, Isidoro tuvo un papel destacado en la ayuda que prestó a Josemaría Escrivá. Su nacionalidad argentina le permitió moverse más libremente por Madrid, si bien esto no le impidió pasar por varios contratiempos. Visitó a algunos miembros del Opus Dei en las cárceles de san Anton y Porlier, buscaba y distribuía algunos alimentos para ellos. Cuando Josemaría Escrivá inició el viaje que le condujo a la zona nacional, Isidoro se quedó en Madrid.
Al final la Guerra Civil, fue readmitido en la Compañía Nacional de los Ferrocarriles del Oeste. Trabajó junto a la estación de ferrocarril de Delicias, en Madrid, como Jefe de la Oficina de Estudios de Material y Tracción. Se trasladó a vivir a la calle Jenner n.º 6, junto con Josemaría Escrivá y otros miembros del Opus Dei. Isidoro fue nombrado administrador del Opus Dei. 
En 1942 se le diagnosticó una  linfogranulomatosis maligna de localización torácica. El 2 de enero de 1943 fue ingresado en la clínica Santa Alicia, y el 11 de enero lo trasladaron al sanatorio San Fernando. El 1 de marzo le ascendieron a Ingeniero Principal en la RENFE. El 15 de julio falleció en el sanatorio de San Francisco, a consecuencia de un cáncer linfático. El 17 de julio se celebra su entierro en la madrileña Parroquia de san Agustín. Su fama de santidad se extendió por diversas partes del mundo.

## Causa de beatificación
La primera fase del proceso de beatificación se desarrolló en Madrid entre el 11 de octubre de 1948 y el 19 de abril de 1961, presidida por monseñor Leopoldo Eijo y Garay, Obispo de Madrid-Alcalá. El 21 de octubre de 1965, la Congregación para las Causas de los Santos decretó la validez de los escritos, y en 1994 la de todo el proceso. La documentación fue sometida a la Congregación el 25 de marzo de 2006 para que fuera estudiada. El 6 de octubre de 2009 se trasladaron sus restos mortales a la capilla del Cristo de la parroquia de San Alberto Magno, en la calle Benjamín Palencia, n.º 9 de Madrid.
Los miembros del Opus Dei que iniciaron la labor apostólica en Chicago (Estados Unidos), presentaron la figura de Isidoro Zorzano al cardenal Stritch, y a otros obispos, sacerdotes, laicos y religiosos, como medio para darles a conocer la nueva institución.
El 21 de diciembre de 2016, el Papa Francisco, con el voto favorable de la Congregación de las Causas de los Santos, autorizó que se publicase el decreto por el que se declaraba «venerable» a Isidoro Zorzano.

## Publicaciones
- Muñiz, Enrique, Isidoro 100%: conversación sobre un ingeniero que buscó la santidad, Madrid, Egersis, 2021, 1ª, 174 pp.[14][15]
- Pero-Sanz Elorz, José Miguel, "Isidoro Zorzano "Testigo" de su siglo", en Castañeda Delgado, Paulino y Cociña y Abella, Manuel J. (eds.), Testigos del siglo XX, Maestros del XXI. Actas del XIII Simposio de Historia de la Iglesia en España y América, Sevilla, 8 de abril de 2002, Córdoba, Publicaciones Obra Social y Cultural CajaSur, 2003, pp. 485-492.
- Pero-Sanz Elorz, José Miguel, Isidoro Zorzano Ledesma: ingeniero industrial (Buenos Aires, 1902- Madrid, 1943), Madrid, Palabra, 1996, 1ª, 444 pp. 
  - Traducido al italiano: Pero-Sanz Elorz, José Miguel, Isidoro Zorzano: il carisma della normalità, Milano, Ares, 1999, 1ª ed. italiana, 365 pp.
  - Traducido al polaco: Pero-Sanz Elorz, José Miguel, Izydor Zorzano: 1902-1943, Zabki, Apostolicum, 2006, 1ª ed. polaca, 342 pp.
- Puhl, Hans Stephan, Zeit der Bewährung: Ein Lebensbild des Isidoro Zorzano, Köln, Adamas, 1995, 1ª, 64 pp.
  - Traducido al holandés: Puhl, Stephan, Laten zien wat je kunt: een levensschets van Isidoro Zorzano, Ámsterdam, De Boog, 1995, 1ª ed. holandesa, 80 pp.
- Capucci, Flavio, "Voz: «Zorzano Ledesma, Isidoro»", en Bibliotheca sanctorum. Prima appendice, vol. XIV, Roma, Città Nuova, 1992, pp. 1480-1481.
- "Voz: «Isidoro Zorzano Ledesma»", en Biografías, Madrid, Rialp, 1982, p. 142.
- AA.VV., Uno stile cristiano di vita, Milano, Ares, 1972, 1ª ed. italiana,  202 pp.
- Storti, Rosa María, "Isidoro Zorzano: la vida y el trabajo de un ingeniero", en Martinell Gifre, Francisco (ed.), Cristianos corrientes. Textos sobre el Opus Dei, Madrid, Rialp, 1970, pp. 141-152.
- Soria, José Luis, "Un carisma di normalitá", Studi cattolici: rivista di teologia pratica, vol. VIII, núm. 45 (1964), pp. 123-125.
- Sargent, Daniel, God’s engineer, Chicago (IL), Scepter, 1954, 1ª, 191 pp.[11]
- Posiciones y artículos para la causa de beatificación y canonización del siervo de Dios Isidoro Zorzano Ledesma del Opus Dei, Madrid, Gráfica Unión, 1948, XIII, 188 pp.